# Ticehurst
Ticehurst – wieś w Anglii, w hrabstwie East Sussex, w dystrykcie Rother. Leży 64 km na południowy wschód od Londynu. W 2001 miejscowość liczyła 3421 mieszkańców.